# UCI World Tour 2023
De UCI World Tour 2023 was de dertiende editie van deze internationale wielercompetitie die georganiseerd werd door de UCI.

## Ploegen
Dit seizoen waren er achttien ploegen die in alle wedstrijden mochten starten. Alpecin-Deceuninck en Arkéa-Samsic promoveerden vanuit de ProSeries. Daarentegen degradeerden Israel-Premier Tech en Lotto Soudal (dat dit jaar als Lotto-Dstny verder ging). Naamsveranderingen betroffen Soudal-Quick Step (was Quick Step-Alpha Vinyl), Intermarché-Circus-Wanty (was Intermarché-Wanty-Gobert Matériaux) en Team Jayco AlUla (was Team BikeExchange).
| Ploeg                    | Land                         | Renners | Fietsmerk        | UCI-Code | Sinds |
| ------------------------ | ---------------------------- | ------- | ---------------- | -------- | ----- |
| AG2R-Citroën             | Frankrijk                    | 29      | BMC              | ACT      | 2000  |
| Alpecin-Deceuninck       | België                       | 30      | Canyon           | ADC      | 2023  |
| Astana Qazaqstan         | Kazachstan                   | 30      | Wilier Triestina | AST      | 2005  |
| Bahrain Victorious       | Bahrein                      | 28      | Merida           | TBV      | 2017  |
| BORA-hansgrohe           | Duitsland                    | 30      | Specialized      | BOH      | 2010  |
| Cofidis                  | Frankrijk                    | 30      | LOOK             | COF      | 1997  |
| EF Education-EasyPost    | Verenigde Staten             | 30      | Cannondale       | EFE      | 2005  |
| Groupama-FDJ             | Frankrijk                    | 27      | Lapierre         | GFC      | 1997  |
| INEOS Grenadiers         | Verenigd Koninkrijk          | 30      | Pinarello        | IGD      | 2010  |
| Intermarché-Circus-Wanty | België                       | 29      | CUBE             | ICW      | 2008  |
| Movistar Team            | Spanje                       | 30      | Canyon           | MOV      | 2004  |
| Soudal-Quick Step        | België                       | 29      | Specialized      | SOQ      | 2003  |
| Team Arkéa-Samsic        | Frankrijk                    | 30      | Bianchi          | ARK      | 2023  |
| Team DSM                 | Nederland                    | 30      | Scott            | DSM      | 1998  |
| Team Jayco AlUla         | Australië                    | 30      | Giant            | JAY      | 2012  |
| Team Jumbo-Visma         | Nederland                    | 29      | Cervélo          | TJV      | 1996  |
| Trek-Segafredo           | Verenigde Staten             | 29      | Trek             | TFS      | 2010  |
| UAE Team Emirates        | Verenigde Arabische Emiraten | 30      | Colnago          | UAD      | 1992  |

## Wedstrijden
De volgende wedstrijden maakten in 2023 deel uit van de UCI World Tour.
| Datum                     | Koers                                     | Winnaar                  | Winnaar            | Klassementsleider UCI-ranking | Ploegenklassement UCI-ranking |
| ------------------------- | ----------------------------------------- | ------------------------ | ------------------ | ----------------------------- | ----------------------------- |
| 17–22 januari             | Tour Down Under                           | Jay Vine                 | UAE Team Emirates  | Tadej Pogačar                 | UAE Team Emirates             |
| 29 januari                | Cadel Evans Great Ocean Road Race         | Marius Mayrhofer         | Team DSM           | Tadej Pogačar                 | Intermarché-Circus-Wanty      |
| 25 februari               | Omloop Het Nieuwsblad                     | Dylan van Baarle         | Team Jumbo-Visma   | Tadej Pogačar                 | UAE Team Emirates             |
| 20–26 februari            | Ronde van de Verenigde Arabische Emiraten | Remco Evenepoel          | Soudal Quick-Step  | Tadej Pogačar                 | UAE Team Emirates             |
| 4 maart                   | Strade Bianche                            | Tom Pidcock              | INEOS Grenadiers   | Tadej Pogačar                 | UAE Team Emirates             |
| 5–12 maart                | Parijs-Nice                               | Tadej Pogačar            | UAE Team Emirates  | Tadej Pogačar                 | UAE Team Emirates             |
| 6–12 maart                | Tirreno-Adriatico                         | Primož Roglič            | Team Jumbo-Visma   | Tadej Pogačar                 | UAE Team Emirates             |
| 18 maart                  | Milaan-San Remo                           | Mathieu van der Poel     | Alpecin-Deceuninck | Tadej Pogačar                 | UAE Team Emirates             |
| 22 maart                  | Classic Brugge-De Panne                   | Jasper Philipsen         | Alpecin-Deceuninck | Tadej Pogačar                 | UAE Team Emirates             |
| 24 maart                  | E3 Saxo Bank Classic                      | Wout van Aert            | Team Jumbo-Visma   | Tadej Pogačar                 | UAE Team Emirates             |
| 20–26 maart               | Ronde van Catalonië                       | Primož Roglič            | Team Jumbo-Visma   | Tadej Pogačar                 | UAE Team Emirates             |
| 26 maart                  | Gent-Wevelgem                             | Christophe Laporte       | Team Jumbo-Visma   | Tadej Pogačar                 | UAE Team Emirates             |
| 29 maart                  | Dwars door Vlaanderen                     | Christophe Laporte       | Team Jumbo-Visma   | Tadej Pogačar                 | UAE Team Emirates             |
| 2 april                   | Ronde van Vlaanderen                      | Tadej Pogačar            | UAE Team Emirates  | Tadej Pogačar                 | UAE Team Emirates             |
| 3-8 april                 | Ronde van het Baskenland                  | Jonas Vingegaard         | Team Jumbo-Visma   | Tadej Pogačar                 | Team Jumbo-Visma              |
| 9 april                   | Parijs-Roubaix                            | Mathieu van der Poel     | Alpecin-Deceuninck | Tadej Pogačar                 | Team Jumbo-Visma              |
| 16 april                  | Amstel Gold Race                          | Tadej Pogačar            | UAE Team Emirates  | Tadej Pogačar                 | Team Jumbo-Visma              |
| 19 april                  | Waalse Pijl                               | Tadej Pogačar            | UAE Team Emirates  | Tadej Pogačar                 | Team Jumbo-Visma              |
| 23 april                  | Luik-Bastenaken-Luik                      | Remco Evenepoel          | Soudal-Quick Step  | Tadej Pogačar                 | Team Jumbo-Visma              |
| 26–30 april               | Ronde van Romandië                        | Adam Yates               | UAE Team Emirates  | Tadej Pogačar                 | UAE Team Emirates             |
| 1 mei                     | Eschborn-Frankfurt                        | Søren Kragh Andersen     | Alpecin-Deceuninck | Tadej Pogačar                 | UAE Team Emirates             |
| 6–28 mei                  | Ronde van Italië                          | Primož Roglič            | Team Jumbo-Visma   | Tadej Pogačar                 | UAE Team Emirates             |
| 4–11 juni                 | Critérium du Dauphiné                     | Jonas Vingegaard         | Team Jumbo-Visma   | Tadej Pogačar                 | UAE Team Emirates             |
| 11–18 juni                | Ronde van Zwitserland                     | Mattias Skjelmose Jensen | Trek-Segafredo     | Tadej Pogačar                 | UAE Team Emirates             |
| 1–23 juli                 | Ronde van Frankrijk                       | Jonas Vingegaard         | Team Jumbo-Visma   | Tadej Pogačar                 | UAE Team Emirates             |
| 29 juli                   | Clásica San Sebastián                     | Remco Evenepoel          | Soudal-Quick Step  | Tadej Pogačar                 | UAE Team Emirates             |
| 29 juli–4 augustus        | Ronde van Polen                           | Matej Mohorič            | Bahrain Vitorious  | Tadej Pogačar                 | UAE Team Emirates             |
| 20 augustus               | BEMER Cyclassics                          | Mads Pedersen            | Lidl-Trek          | Tadej Pogačar                 | UAE Team Emirates             |
| 23–29 augustus            | / Benelux Tour                            | Tim Wellens              | UAE Team Emirates  | Tadej Pogačar                 | UAE Team Emirates             |
| 3 september               | Bretagne Classic                          | Valentin Madouas         | Groupama-FDJ       | Tadej Pogačar                 | UAE Team Emirates             |
| 8 september               | Grote Prijs van Quebec                    | Arnaud De Lie            | Lotto-Dstny        | Tadej Pogačar                 | UAE Team Emirates             |
| 10 september              | Grote Prijs van Montreal                  | Adam Yates               | UAE Team Emirates  | Tadej Pogačar                 | UAE Team Emirates             |
| 26 augustus– 17 september | Ronde van Spanje                          | Sepp Kuss                | Team Jumbo-Visma   | Tadej Pogačar                 | UAE Team Emirates             |
| 7 oktober                 | Ronde van Lombardije                      | Tadej Pogačar            | UAE Team Emirates  | Tadej Pogačar                 | UAE Team Emirates             |
| 12–17 oktober             | Ronde van Guangxi                         | Milan Vader              | Team Jumbo-Visma   | Tadej Pogačar                 | UAE Team Emirates             |